# Scopula catenes
Scopula catenes är en fjärilsart som beskrevs av Druce 1892. Scopula catenes ingår i släktet Scopula och familjen mätare. Inga underarter finns listade.